# چیلیز
چیلیز (انگلیسی: Chili's) شرکت موادغذایی و رستوران زنجیره‌ای آمریکایی است که مالک شبکه‌ای از ۱۶۰۰ شعبه در آمریکای شمالی، آمریکای جنوبی، آفریقا، خاورمیانه، اروپا و آسیا می‌باشد. رستوران چیلیز در سال ۱۹۷۵ توسط لری لیواین در شهر دالاس، تگزاس تأسیس شد و هم‌اکنون شرکت برینکر اینترنشنال مالکیت آن را در اختیار دارد.